# 神州丸
神州丸 (又稱神洲丸) 為第二次世界大戰期間大日本帝國陸軍的一艘軍艦。神州丸是世界第一艘自始設計為登陸艇母艦的船隻，也是現代兩棲突擊艦的鼻祖。該艦服役期間使用過至少4個別名作為掩護：R1(「Rikugun (陸軍) 1」)、GL(「God Land (神州)」)、MT(「Matsuda・Tajiri」，第1船舶輸送司令官兼陸軍運輸部長松田巻平(首任)・田尻昌次（次任）)、及龍城丸。
「神州丸」於巽他海峽戰役被己方魚雷誤擊沈，但之後被打撈修復再度服役。

## 設計特色
「神州丸」採納了多種創新的設計元素，為兩棲突擊戰技術的顯著里程碑，也因此該艦的多項參數曾列為機密。該艦可搭載29艘大發動艇，25艘小發動艇，4艘裝甲砲艇，4艘高速偵查艇，並使用可進水的井圍甲板放出這些艦艇。
此外，「神州丸」原預定能在空間寬廣的上層結構裡配置可容納飛機的機庫。「神州丸」能攜帶6架九一式戰鬥機與6架九七式輕轟炸機共12架飛機。
「神州丸」所應用的概念影響至今，包含美國海軍的直昇機登陸突擊艦及直昇機船塢登陸艦皆受影響。

## 該艦命運
1945年1月3日，「神州丸」完成往雷伊泰島的補給任務，在返回高雄途中遭遇美國海軍第38特遣艦隊空襲，受到重創。該艦在人員棄艦後遭美國海軍金吉鱸號潛艇擊沈於台灣海峽高雄外海。

## 照片

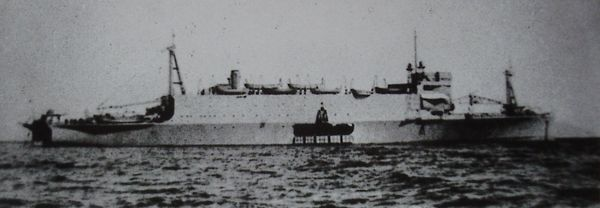
1934年的「神州丸」
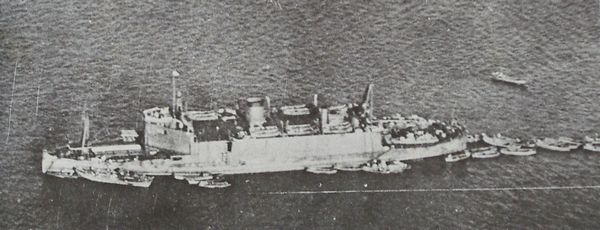
1938年10月12日的「神州丸」，攝於大亞灣.
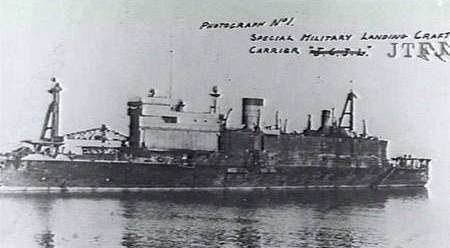
「神州丸」
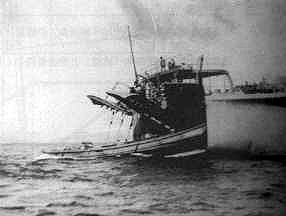
船員準備放出登陸艇

## 外部連結
- Landing Craft Carrier "Shinshu Maru" （页面存档备份，存于）

## 另見
- 海上機動旅団（英语：Amphibious Brigades (Imperial Japanese Army)）
- 特別陸戰隊（英语：Special Naval Landing Forces） - 日本帝國海軍陸戰隊的一支